# Discografia degli Arcade Fire
Questa pagina contiene la discografia del gruppo musicale canadese Arcade Fire.

## Album in studio
| Titolo         | Dettagli album                                                                                | Posizione massima raggiunta | Posizione massima raggiunta | Posizione massima raggiunta | Posizione massima raggiunta | Posizione massima raggiunta | Posizione massima raggiunta | Posizione massima raggiunta | Posizione massima raggiunta | Posizione massima raggiunta | Posizione massima raggiunta | Posizione massima raggiunta | Certificazioni                                                                                 |
| Titolo         | Dettagli album                                                                                | CAN                         | AUS                         | BEL (FL)                    | FRA                         | GER                         | IRL                         | ITA                         | NLD                         | NOR                         | UK                          | US                          | Certificazioni                                                                                 |
| -------------- | --------------------------------------------------------------------------------------------- | --------------------------- | --------------------------- | --------------------------- | --------------------------- | --------------------------- | --------------------------- | --------------------------- | --------------------------- | --------------------------- | --------------------------- | --------------------------- | ---------------------------------------------------------------------------------------------- |
| Funeral        | - Pubblicato: 14 settembre 2004 (CAN) - Etichetta: Merge - Formati: CD, LP, Download digitale | 23                          | 80                          | 59                          | 61                          | 96                          | 16                          | -                           | 42                          | 27                          | 33                          | 123                         | - MC: Platino - BPI: Platino - RIAA: Gold                                                      |
| Neon Bible     | - Pubblicato: 6 marzo 2007 (CAN) - Etichetta: Merge - Formati: CD, LP, Download digitale      | 1                           | 7                           | 5                           | 9                           | 11                          | 1                           | 44                          | 13                          | 3                           | 2                           | 2                           | - MC: Oro - ARIA: Gold - BPI: Platino - IRMA: 2× Platino                                       |
| The Suburbs    | - Pubblicato: 3 agosto 2010 - Etichetta: Merge - Formati: CD, LP, Download digitale           | 1                           | 6                           | 1                           | 3                           | 4                           | 1                           | 17                          | 4                           | 1                           | 1                           | 1                           | - MC: 2× Platino - ARIA: Oro - BEA: Oro - BPI: Platino - IRMA: Platino - RIAA: Oro - SNEP: Oro |
| Reflektor      | - Pubblicato: 28 ottobre 2013 - Etichetta: Merge - Formati: CD, LP, Download digitale         | 1                           | 3                           | 1                           | 3                           | 6                           | 1                           | 8                           | 6                           | 3                           | 1                           | 1                           | - MC: 3× Platino - BPI: Oro - SNEP: Oro                                                        |
| Everything Now | - Pubblicato: 28 luglio 2017 - Etichetta: Columbia - Formati:                                 | —                           | —                           | —                           | —                           | —                           | —                           | —                           | —                           | —                           | —                           | —                           |                                                                                                |

## Colonne sonore per il cinema
| Titolo                                            | Dettagli album                                                                            | Posizione massima raggiunta | Posizione massima raggiunta | Posizione massima raggiunta | Posizione massima raggiunta | Posizione massima raggiunta | Posizione massima raggiunta | Posizione massima raggiunta | Posizione massima raggiunta | Posizione massima raggiunta |
| Titolo                                            | Dettagli album                                                                            | AUT                         | BEL (FL)                    | FRA                         | GER                         | NLD                         | POR                         | SPA                         | UK                          | US                          |
| ------------------------------------------------- | ----------------------------------------------------------------------------------------- | --------------------------- | --------------------------- | --------------------------- | --------------------------- | --------------------------- | --------------------------- | --------------------------- | --------------------------- | --------------------------- |
| Lei - Colonna sonora originale (con Owen Pallett) | - Pubblicato: 19 Marzo 2021 - Etichetta: Milan - Formati: cassetta, LP, Download Digitale | 72                          | 130                         | 140                         | 14                          | -                           | 23                          | 95                          | 51                          | -                           |

## Extended play
- 2003 – Arcade Fire
- 2005 – Live EP (Live at Fashion Rocks) (EP live con David Bowie)
- 2015 – The Reflektor Tapes

## Singoli
- 2004 – Neighborhood 1 (Tunnels)
- 2005 – Neighborhood 2 (Laika)
- 2005 – Neighborhood 3 (Power Out)
- 2005 – Cold Wind
- 2005 – Rebellion (Lies)
- 2005 – Wake Up
- 2007 – Black Mirror
- 2007 – Keep the Car Running
- 2007 – Intervention
- 2007 – No Cars Go
- 2010 – The Suburbs/Month of May
- 2010 – We Used to Wait
- 2010 – Ready to Start
- 2011 – City with No Children
- 2011 – Speaking in Tongues
- 2012 – Sprawl II (Mountains Beyond Mountains)
- 2013 – Reflektor
- 2013 – Afterlife
- 2014 – We Exist
- 2014 – You Already Know
- 2015 – Get Right
- 2017 – I Give You Power
- 2017 – Everything Now
- 2017 – Creature Comfort
- 2017 – Signs of Life
- 2017 – Electric Blue
- 2018 – Put Your Money on Me

## Collaborazioni
- 2007 – Poupée de cire, poupée de son / No Love Lost (singolo split in edizione limitata con LCD Soundsystem)
- 2009 – Lenin – Arcade Fire, The Red Hot Organization
- 2014 – North American Scum – LCD Soundsystem
- 2017 – Slippery People –  Mavis Staples: I'll Take You There
- 2019 – Baby Mine – Danny Elfman, Dumbo Original Motion Picture Soundtrack

## Video musicali
| Titolo                                   | Anno | Regista/i                      |
| ---------------------------------------- | ---- | ------------------------------ |
| "Neighborhood #1 (Tunnels)"              | 2005 | Josh Deu & Lance Bangs         |
| "Neighborhood #2 (Laïka)"                | 2005 | Josh Deu                       |
| "Neighborhood #3 (Power Out)"            | 2005 | Plates Animation               |
| "Rebellion (Lies)"                       | 2005 | Chris Grismer                  |
| "Black Mirror"                           | 2007 | Olivier Groulx & Tracy Maurice |
| "Ready to Start"                         | 2010 | Charlie Lightning              |
| "We Used to Wait"                        | 2010 | Chris Milk                     |
| "The Suburbs"                            | 2010 | Spike Jonze                    |
| "Sprawl II (Mountains Beyond Mountains)" | 2011 | Vincent Morisset               |
| "Reflektor"                              | 2013 | Anton Corbijn                  |
| "Afterlife"                              | 2013 | Emily Kai Bock                 |
| "Afterlife" (live)                       | 2013 | Spike Jonze                    |
| "Here Comes the Night Time"              | 2013 | Roman Coppola                  |
| "We Exist"                               | 2014 | David Wilson                   |
| "You Already Know"                       | 2014 | Win Butler                     |
| "Porno"                                  | 2015 | Kahlil Joseph                  |